# Agostino Masucci

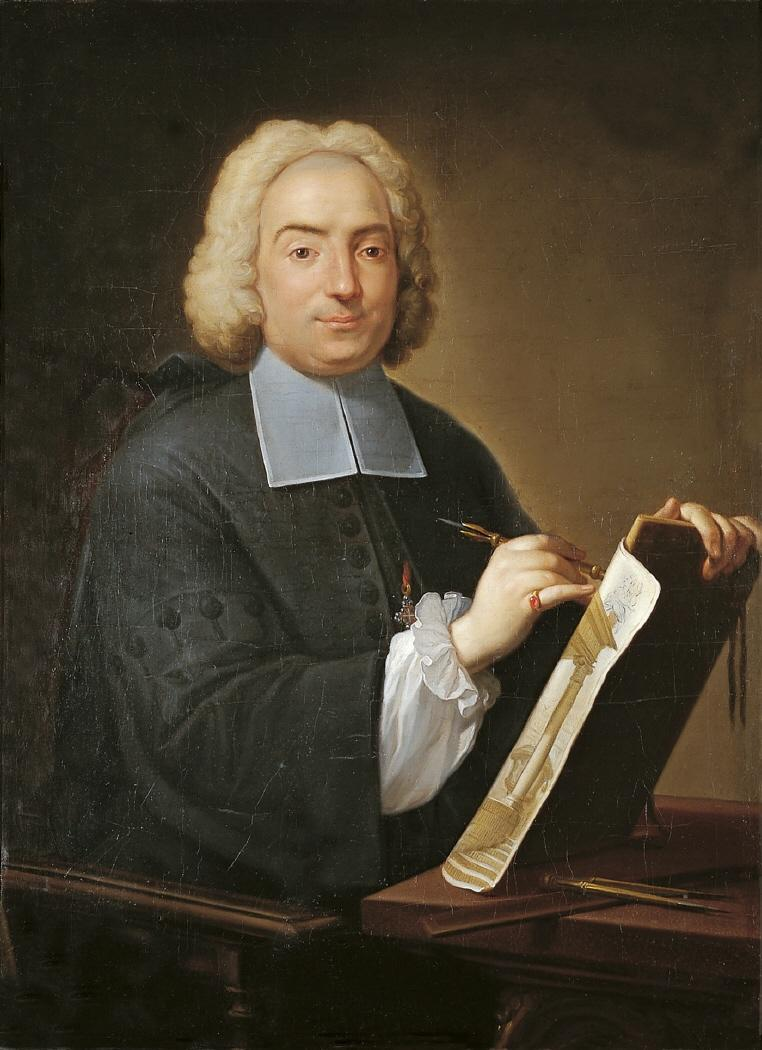
Retrato de Filippo Juvara, óleo sobre lienzo, 98 x 72 cm, Madrid, Real Academia de Bellas Artes de San Fernando.

Agostino Masucci o Massucci (Roma, 1690- 1758), fue un pintor italiano, representante del clasicismo dieciochesco de la Academia de la Arcadia.

## Biografía
Discípulo de Andrea Procaccini, quien le habría puesto en contacto con Carlo Maratta, pudo también haber seguido sus lecciones en la Academia de San Lucas, en cuyos certámenes fue admitido en 1706, cuando obtuvo un segundo premio, y 1708. Ya en 1721 hizo un retrato –perdido- del recién elegido papa Inocencio XIII, y en 1724 fue admitido como miembro de la Academia de San Lucas, de la que fue elegido príncipe en el bienio 1736-1738. En tal función hubo de hacerse cargo de los funerales de Filippo Juvarra y es posible que con ese motivo pintase el retrato del arquitecto, conservado en la propia academia, y su copia, enviada a Madrid. 
Masucci recibió importantes encargos tanto de Roma (iglesias de Santa Maria in Via Lata, San Marcello al Corso y Santa Maria Maggiore) como de otras cortes italianas y europeas, en alguna medida gracias a su amistad con Filippo Juvarra y con Luigi Vanvitelli. Entre esos clientes europeos destacaron los duques de Saboya y sobre todos el rey Juan V de Portugal, quien ya en 1728 le comisionó la Aparición de la Virgen a Santo Domingo de Guzmán para la capilla del palacio de los Braganza en Vila Viçosa, encargo al que siguieron los de la Sagrada Familia y santos de la iglesia del Palacio Nacional de Mafra en 1730 y la Asunción de la Virgen para el retablo de la catedral de Evora en 1736.
Entre sus discípulos, además de su propio hijo Lorenzo, se menciona a Gavin Hamilton y a Johann Zoffany y es posible que lo fuese también Pompeo Batoni.